# Сглаз

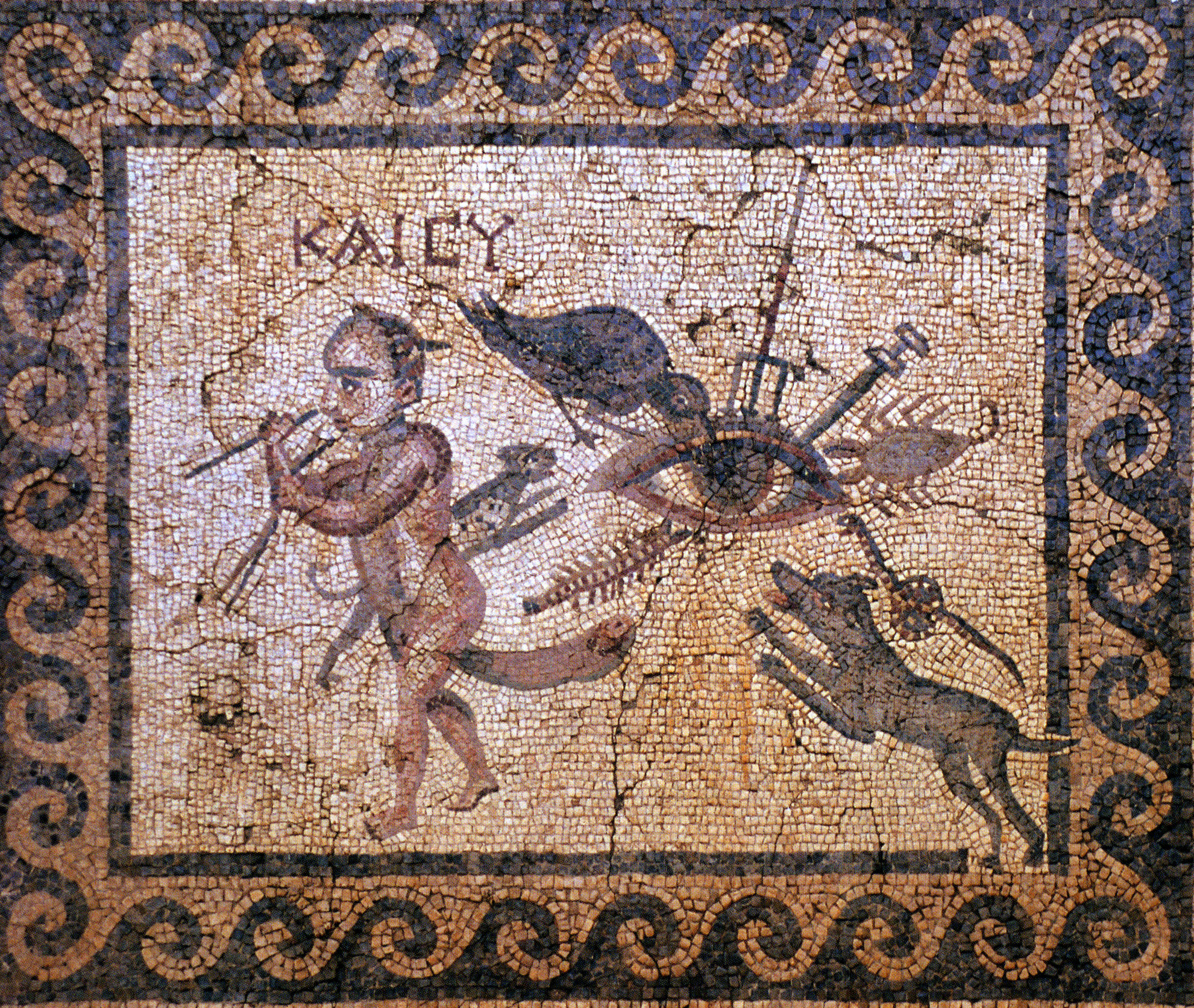
Мозаика римской эпохи из Антиохии, изображающая множество устройств против сглаза

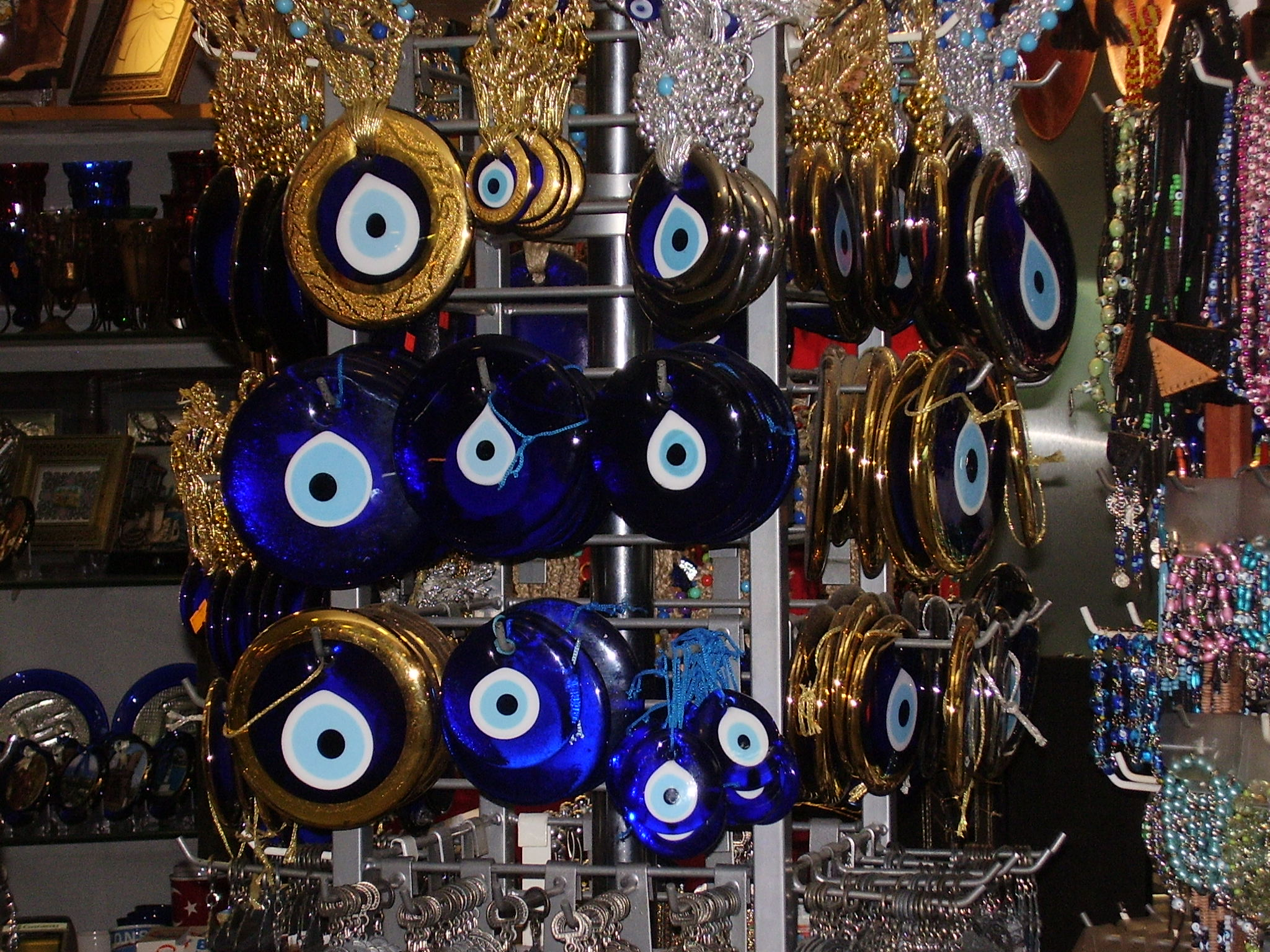
Назары, турецкие амулеты, якобы предохраняющие от сглаза

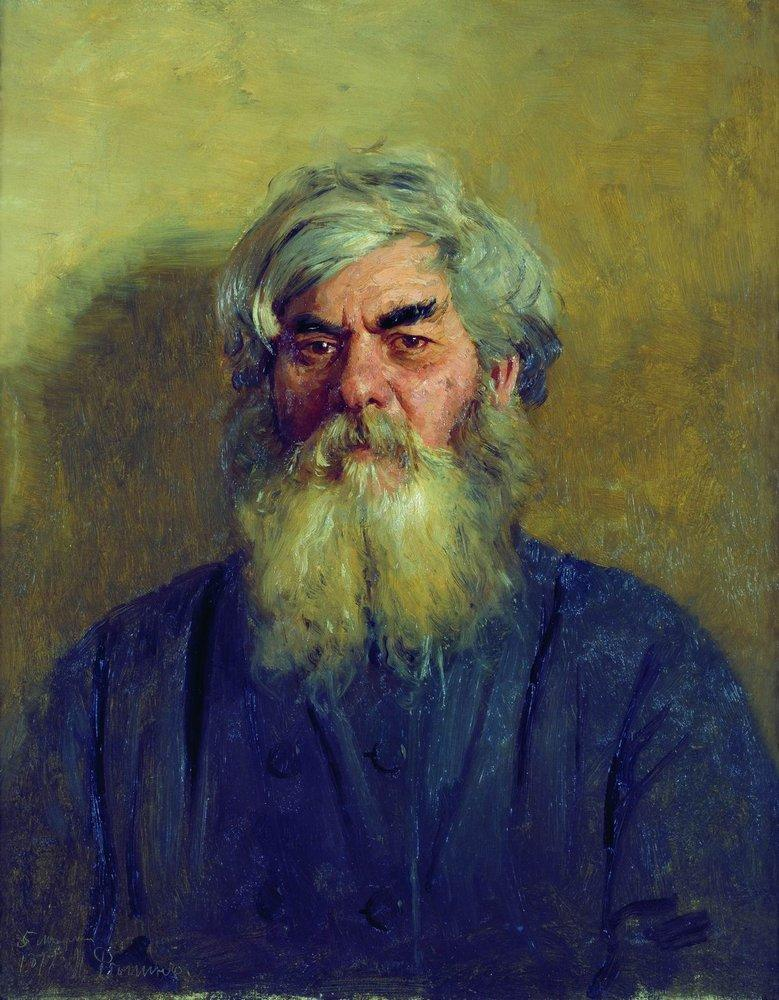
Мужик с дурным глазом. Портрет работы И. Репина (1877)

Сглаз или дурно́й глаз (диал., арх. призор) — распространённое у многих народов суеверие о вредоносном влиянии взгляда некоторых людей («дурного глаза») или при некоторых обстоятельствах. От сглаза якобы болеют люди и животные, засыхают деревья, постигает неудача. Считался самой распространённой причиной порчи, и назван по способу, которым та «насылается» — буквально «с глаз».

## Историко-культурологический очерк
Согласно поверьям, сглаз имеет сходство с порчей, но отличается от неё тем, что может причиняться неосознанно.
По русским народным поверьям считалось, что человек, у которого «дурной глаз», способен «сглазить», просто посмотрев на кого-либо. Для защиты от сглаза нашёптывали на воду, которую использовали для умывания или питья; «отчитывали» больного три зори, а в более сложных случаях и 12 зорь; наговаривали непитую (то есть никем не отведанную) воду, бросали в воду чеснок, соль; вбивали в воду «яйцо так, чтобы не разлить желток» и т. д.
Помимо взгляда «дурным глазом» способность к сглазу приписывается предостережениям или пожеланиям, в особенности произносимым не вполне искренне. Считается, что они могут «сглазить» того, к кому относятся, например, из-за совета «не урони!» человек, несущий неудобную хрупкую поклажу, может уронить и разбить её, а пожелание здоровья может привести к болезни.
Особенно опасались сглаза во время родов и на свадьбах, почему невесту облачают в фату, в некоторых местностях скрывали роженицу или закрывали молодожёнов рыбачьей сетью. Также распространены различные варианты колдовских приёмов «защиты от сглаза», такие как широко известное «постучать по дереву после предостережения».
Как и другие суеверия, вера в сглаз — одно из самых распространённых проявлений магического мышления. Сами наименования сглаза весьма сходны у разных народов (evil eye, malocchio, entsehen).
По-видимому, ближайший источник суеверия лежит в первобытной демонологии, усматривавшей присутствие демонической силы в каждом человеке, а также в некоторых непонятных реальных явлениях (внушение, гипнотизм). В немецких сагах человек с густыми сросшимися бровями убивает взглядом своего врага — демон вылетает из его бровей в виде бабочки и причиняет смерть.
В еврейской мифологии понятие именуют айн ха-ра (עין הרע‎ — «глаз злого»). Среди семитов спасением от сглаза считается амулет хамса.
В японской мифологии есть схожее понятие икирё.
В исламе сглаз называется «сихр» (араб. السحر).
В Диагностическом и статистическом руководстве по психическим расстройствам (четвёртое пересмотренное издание, DSM-IV-TR) сглаз причисляется к культурально-обусловленным синдромам, распространённым в средиземноморских культурах и в других культурах мира. Описаны характерные симптомы: плач без видимой причины, прерывистый сон, диарея, рвота и лихорадка у детей (и иногда у взрослых).

## В литературе
- Описание снятия сглаза через обряд заговаривания присутствует в романе этнографа-беллетриста П. Мельникова-Печерского «На горах»[13] (глава 4 — эпизод, где Дарья Сергеевна «спрыскивает через уголёк» красавицу Дуню, которую сглазили на многолюдной Макарьевской ярмарке).
- В части 2 той же книги П. Мельников-Печерский, не употребляя напрямую самого понятия, описывает сглаз-пристречу (глава 3 — эпизод с неожиданным и необъяснимым краткосрочным разладом с невестой у одного из действующих лиц, молодого купца Меркулова, после встречи с «фармазонкой» Марьей Ивановной, связанной с хлыстами, проповедующими аскетизм и половое воздержание) — и вкладывает в мысли пострадавшего действующего лица догадку о причине разлада с невестой: «…Напрасно я… Это все фармазонка!.. Нужно ж было ей навстречу попасться. Как встретил её, так и утвердился в тех мыслях!..»